# Bornúr járás
Bornúr járás (mongol nyelven: Борнуур сум) Mongólia Központi tartományának egyik járása. Népessége kb. 4800 fő.
Székhelye, Bornúr (Борнуур) 156 km-re fekszik Dzúnmod tartományi székhelytől és 110 km-re Ulánbátortól.